# 陣内弘之
陣内弘之（じんない ひろゆき、1961年 - ）は、日本のゲームクリエイター。

## 略歴
1992年に株式会社エイプに入社、1994年に『MOTHER2 ギーグの逆襲』の開発を手がけた。後に、ポケットモンスターシリーズなどの開発に携わっている。1999年よりクリーチャーズの取締役になる。

## 作品

### スーパーファミコン
- MOTHER2 ギーグの逆襲（1994年8月27日）

### ゲームボーイ
ゲームボーイカラー、ゲームボーイアドバンスを含む
- ポケットモンスター 赤・緑（1996年2月27日）
- ポケットモンスター 金・銀（1999年11月21日）
- ポケットモンスター クリスタル（2000年12月14日）
- ポケットモンスター ルビー・サファイア（2002年11月21日）
- ポケモンピンボール ルビー&サファイア（2003年8月1日）
- ポケットモンスター ファイアレッド・リーフグリーン（2004年1月29日）

### NINTENDO64
- ポケモンスタジアム（1998年8月1日）

### ニンテンドーゲームキューブ
- ポケモンチャンネル 〜ピカチュウといっしょ!〜（2003年7月18日）
- ポケモンコロシアム（2003年11月21日）

### ニンテンドーDS
- ポケットモンスター ダイヤモンド・パール（2006年9月28日）

## テレビアニメ
- ポケットモンスター
- ポケットモンスター ダイヤモンド&パール
- ポケットモンスタークリスタル ライコウ雷の伝説

## 劇場アニメ
- 劇場版ポケットモンスター 幻のポケモン ルギア爆誕、ピカチュウたんけんたい（1999年7月17日）
- 劇場版ポケットモンスター 結晶塔の帝王 ENTEI、ピチューとピカチュウ（2000年7月8日）
- 劇場版ポケットモンスター セレビィ 時を超えた遭遇、ピカチュウのドキドキかくれんぼ（2001年7月7日）
- 劇場版ポケットモンスター 水の都の護神 ラティアスとラティオス、ピカピカ星空キャンプ（2002年7月13日）
- 劇場版ポケットモンスター アドバンスジェネレーション 七夜の願い星 ジラーチ、おどるポケモンひみつ基地（2003年7月19日）
- 劇場版ポケットモンスター アドバンスジェネレーション 裂空の訪問者 デオキシス（2004年7月17日）
- 劇場版ポケットモンスター アドバンスジェネレーション ミュウと波導の勇者 ルカリオ（2005年7月16日）
- 劇場版ポケットモンスター アドバンスジェネレーション ポケモンレンジャーと蒼海の王子 マナフィ（2006年7月15日）
- 劇場版ポケットモンスター ダイヤモンド&パール ディアルガVSパルキアVSダークライ（2007年7月14日）
- 劇場版ポケットモンスター ダイヤモンド&パール ギラティナと氷空の花束 シェイミ（2008年7月19日）